# Sergej Serjogin
Sergej Serjogin (russisk: Серёгин Сергей Николаевич) (født 24. april 1967 i Sjvarts, død 14. juli 2023) var en russisk filminstruktør.

## Filmografi
- Den rozjdenija Alisy (Де́нь рожде́ния Али́сы, 2009)[2][3]